# Crown City

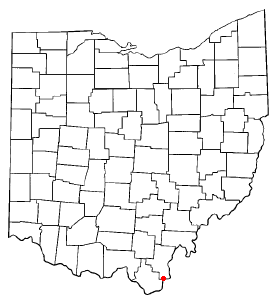
Crown City na planie stanu Ohio

Crown City – wieś w USA, hrabstwie Gallia, w stanie Ohio.
W roku 2010, 19,9% mieszkańców było w wieku poniżej 18 lat, 6,2% było w wieku od 18 do 24 lat, 27,4% miało od 25 do 44 lat, 27,5% miało od 45 do 64 lat, 18,9% było w wieku 65 lat lub starszych. We wsi było 47,5% mężczyzn i 52,5% kobiet.
Liczba mieszkańców w 2010 roku wynosiła 413, a w roku 2012 wynosiła 411.